# Porgy and Bess
Porgy and Bess és una òpera en tres actes, amb música de George Gershwin i llibret anglès d'Ira Gershwin i DuBose Heyward sobre un argument de DuBose Heyward. Es va basar en la novel·la Porgy de DuBose Heyward i l'obra de teatre del mateix títol que va escriure en col·laboració amb la seua muller, Dorothy Heyward. Totes tres obres descriuen la vida dels afroamericans a la fictícia casa Catfish Row (basat en la real Cabbage Row) de Charleston, Carolina del Sud, a principis de la dècada del 1930.
Originalment concebuda per Gershwin com una Òpera popular americana, Porgy and Bess va ser estrenada a Nova York a la tardor de 1935 sota la direcció musical d'Alexander Smallens, interpretada per un repartiment de cantants afroamericans amb formació operística— una decisió atrevida i visionària per a aquella època. La música incorpora gran quantitat d'elements de la música popular americana, principalment del blues i del jazz en un esquema operístic clàssic. Gershwin la va considerar com la seua obra més reeixida, però als Estats Units no va ser àmpliament acceptada com a vertadera òpera fins a l'any 1976, arran de la memorable producció de la Houston Grand Opera que incloïa la partitura completa (seguida nou anys després per l'estrena al Metropolitan Opera). Actualment Porgy and Bess forma part del repertori operístic estàndard i s'interpreta arreu del món. Els personatges negres tenen papers cantats, mentre que els papers parlats corresponen als personatges blancs.
La cançó Summertime (Estiu) és el fragment més conegut de l'òpera, i s'ha interpretat de manera independent per nombrosos intèrprets i amb els més variats arranjaments. En conjunt, l'òpera és destacable per la personal síntesi entre la tècnica orquestral clàssica i els elements de la música popular nord-americana.
Porgy and Bess narra la història de Porgy, un home negre invàlid que viu als suburbis de Charleston, Carolina del Sud, i els seus intents de rescatar Bess de les urpes de Crown, el seu proxeneta, i de Sportin' Life, el seu camell.

## Argument
Lloc: Catfish Row, un casa d'apartaments per a negres (anteriorment una mansió de l'aristocràcia) en la costa de Charleston, Carolina del Sud.
Temps: 'Passat recent' (c.1930)

### Acte I
Escena 1: Catfish Row, una vesprada d'estiu
L'òpera comença amb una curta introducció orquestral que desemboca amb l'escena d'una vesprada a Catfish Row. Jasbo Brown anima el veïnat tocant el piano. Clara canta una cançó de bressol al seu fillet (Summertime) mentre els homes preparen un joc de daus. El marit de Clara, Jake, canta la seua pròpia cançó (A Woman is a Sometime Thing). Porgy, un pidolaire invàlid que es desplaça amb una rudimentària cadireta de rodes, apareix per a organitzar el joc. Apareixen Crown, estibador del moll i proxeneta, i la seua amant Bess, i comença el joc. Sportin' Life, el camell local de happy dust (pólvores de la felicitat: cocaïna) i alcohol també acudeix. Un a un, els jugadors són eliminats fins que només queden Robbins i Crown, els quals han begut massa i estan completament borratxos. En guanyar Robbins, Crown inicia una baralla que acaba amb la mort de Robbins. Crown fuig, dient-li a Bess que se les arregli sola. Tot el veïnat tanca la porta a Bess, excepte Porgy, que l'acull en la seua miserable caseta.
Escena 2: Habitació de Serena, la nit següent
Els veïns que vetlen el mort canten un espiritual negre (Gone, Gone, Gone). Damunt del pit del cadàver hi ha un plat i els veïns hi dipositen monedes per a les despeses de l'enterrament (Overflow: Que vessi). Entra un detectiu blanc i li comunica a Serena (muller del difunt Robbins) que haurà d'enterrar aviat el mort si no vol que el cos siga donat als estudiants de medicina. Arresta Peter, un pobre home que viu al carrer, amb la intenció de forçar-lo a delatar Crown. Serena lamenta la pèrdua del seu marit (My Man's Gone Now). Entra l'enterramorts i accepta enterrar Robbins quan Serena li promet que li pagarà. Bess i el cor acaben l'escena amb Leavin' for the Promise' Lan'.

### Acte II
Escena 1: Catfish Row, un mes després, al matí
Jake i els altres pescadors es preparen per a la feina (It take a long pull to get there). Clara li demana a Jake que no isca a treballar i que vaja amb ella a un picnic, però ell replica que necessiten diners desesperadament. Això provoca que Porgy cante des de la seua finestra la seua visió de la vida (I got plenty o' nuttin'). Sportin' Life ronda pel barri, venent cocaïna, però no aconsegueix més que provocar la còlera de Maria (I hates yo' struttin' style). Un fals advocat, Frazier, arriba i organitza una farsa mitjançant la qual declara Bess oficialment divorciada de Crown, malgrat no haver estat casats (cosa que encareix el procés de divorci). Apareix Archdale, un advocat blanc, i informa Porgy que Peter serà posat prompte en llibertat. El dolent presagi d'un aligot vola sobre Catfish Row, fent cantar a Porgy (Buzzard keep on flyin' over).
Mentre el veïnat de Catfish Row es prepara per al pícnic, Sportin' Life pregunta a Bess si no voldria començar una nova vida amb ell a Nova York; però ella hi refusa. Bess i Porgy es queden sols i es declaren mútuament el seu amor (Bess, you is my woman now). El cor torna a entrar alegrement en un ambient de preparació per al picnic (Oh, I can't sit down). Bess deixa Porgy al barri, i s'uneix a la resta. Porgy torna a cantar alegrement (I got plenty o' nuttin').
Escena 2: Illa de Kittiwah, per la vesprada
El cor canta alegrement durant el picnic (I ain't got no shame doin' what I like to do!). Sportin' Life presenta la seua cínica interpretació de la Bíblia (It ain't necessarily so), fent que Serena acabe renyant tothom (Shame on all you sinners!). Apareix Crown per parlar amb Bess, i li recorda que la seua vida amb Porgy és provisional. Bess voldria deixar Crown per sempre (Oh, what you want wid Bess?) però ell l'obliga a seguir-lo dins del bosc.
Escena 3: Catfish Row, una setmana després, just abans de la posta de sol
Jake se'n va a pescar amb la seua colla i Peter torna de la presó. Bess jeu a l'habitació de Porgy, delirant. Serena prega Déu pel restablient de Bess (Oh, doctor Jesus). Peter (venedor de mel), la venedora de maduixes i el venedor de crancs canten pregonant la seua mercaderia pel carrer (Vendor trio), i Bess es recupera aviat de la seua febra. Bess parla amb Porgy dels seus pecats (I wants to stay here), i després li declara el seu amor I loves you, Porgy. Porgy promet protegir-la de Crown. L'escena acaba amb el so de la campana, que alerta d'un pròxim huracà.
Escena 4: Habitació de Serena, capvespre de l'endemà
Els residents de Catfish Row intenten amortir el so de l'huracà amb pregàries. Se sent picar a la porta, i el cor creu que es tracta de la Mort (Oh there's somebody knocking at the door). Crown entra precipitadament, buscant Bess. El cor intenta allunyar Crown reprenent les pregàries, però ell replica amb una frívola cançó (A red-headed woman make a choo-choo jump its track). Clara veu com el vaixell de Jake naufraga al riu, i corre cap allà per a salvar-lo. Crown diu que Porgy no és un home vertader, perquè no pot sortir fora a rescatar Clara. El mateix Crown surt rere la dona i el cor acaba la pregària. Clara mor en la tempesta, i ara Bess haurà de tenir cura del seu nadó.

### Acte III
Escena 1: Catfish Row, la nit següent
El cor lamenta les morts de Clara i Jake (Clara, Clara, don't you be downhearted). Apareix Crown buscant Bess, i segueix una baralla que acaba quan Porgy dona mort a Crown. Porgy li diu a Bess, You've got a man now. You've got Porgy! (Ara tens un home. Tens a Porgy!)
Escena 2: Catfish Row, la vesprada següent
Entra un detectiu i parla amb Serena i Maria sobre els assassinats de Crown i Robbins. Elles neguen saber res de la mort de Crown, fent que el detectiu acabe per preguntar a un emporuguit Porgy. Demana a Porgy que l'acompanye a identificar el cos de Crown. Sportin' Life li diu a Porgy que els cadàvers sagnen en presència del seu assassí, i que el detectiu s'aprofitarà d'això per a caçar-lo. Porgy refusa anar-hi, i és arrestat per no col·laborar amb la força pública. Sportin' Life força Bess a prendre cocaïna, i li diu que Porgy serà empresonat per molt de temps. La persuadeix de començar una nova vida amb ell a Nova York (There's a boat dat's leavin' soon for New York). Ella li tanca la porta als nassos, però ell sap que el dubte sobre el retorn de Porgy acabarà per fer-la prendre la decisió de seguir-lo.
Escena 3 - Catfish Row, una setmana després
Porgy ha eixit de la presó i torma a Catfish Row més ric, després d'haver guanyat als daus jugant amb els companys de cel·la. Dona regals als veïns, però no comprèn per què tothom sembla abatut. S'adona que el nadó de Clara és ara amb Serena, i fora de si pregunta on és Bess. Maria i Serena li diuen que Bess se n'ha anat amb Sportin' Life a Nova York. Tots tres canten el trio O Bess, oh where's my Bess. Porgy demana la seua cadireta de rodes, i surt cap a Nova York per trobar Bess (Oh Lawd, I'm on my way).

## Història de la composició
L'any 1926 George Gershwin va llegir Porgy, de DuBose Heyward, escriptor natural de Charleston (Carolina del Sud), i immediatament va escriure a l'autor, suggerint-li la col·laboració en una òpera popular basada en la novel·la. Heyward va mostrar-se entusiasmat, però no va ser fins a l'any 1934 que els compromisos de Gershwin van permetre-li començar amb el projecte. Paral·lelament, Heyward i la seua muller Dorothy van adaptar la novel·la al teatre l'any 1927, en una producció que incorporava espirituals negres a l'acció. Aquesta producció teatral va atènyer 367 representacions, i va atraure l'atenció d'altres interessats a emprar-la com a base d'una producció musical, entre ells d'Al Jolson. No obstant això, cap projecte va cristal·litzar, i l'any 1934, després d'anys de comunicació epistolar, George i Ira Gershwin es van reunir amb DuBose Heyward a Charleston per escriure l'òpera que havia germinat en la imaginació de George durant anys.

## Produccions

### Producció original de Broadway
La primera versió de l'òpera, amb una durada de quatre hores (comptant-hi els intermedis), va ser interpretada en versió de concert en un concert privat al Carnegie Hall, la tardor de 1935. L'estrena en versió teatral va tenir lloc al Colonial Theatre de Boston el 30 de setembre de 1935 - un assaig general per a una obra destinada a Broadway, on va ser presentada dies després, el 10 d'octubre de 1935 a l'Alvin Theater. Durant els assaigs i a Boston, Gershwin va fer molts talls i alteracions per a acurtar la durada de la representació i reforçar el dramatisme de l'acció. L'obra va gaudir de 124 representacions a Broadway. Rouben Mamoulian la va produir i dirigir i Alexander Smallens va encarregar-se de la direcció musical.
Després de Broadway, es va iniciar una gira el 27 de gener de 1936 a Filadèlfia, visitant Pittsburgh i Chicago abans d'acabar a Washington DC el 2 de març de 1936. Durant la representació de Washington, els cantants—encapçalats per Todd Duncan—van fer una protesta en contra de la segregació racial. La direcció va acceptar les demandes, i com a resultat es va donar el primer espectacle integrat de qualsevol tipus vist al National Theatre.
L'any 1938, el repartiment original es va reunir per a una nova producció a la Costa Est; l'única excepció va ser que Avon Long va fer el paper de Sportin' Life. Long va interpretar aquest paper en diverses produccions posteriors.

### La producció de Crawford a Broadway
El destacat director i productor Cheryl Crawford va dur novament Porgy and Bess a Broadway l'any 1942 amb una versió molt acurtada, imprimint-li un caràcter més pròxim al del musical que els nor-americans estaven acostumats a relacionar amb la figura de Gershwin. L'orquestra va ser reduïda, i molts recitatius musicals van ser transformats en diàleg parlat.
Després d'un assaig a un teatre de Maplewood (New Jersey) al setembre de 1941, l'espectacle va presentar-se al Majestic Theater de Broadway el gener de 1942. Duncan i Brown va reprendre els papers protagonistes, amb Alexander Smallens de nou en la direcció musical. Etta Moten va reemplaçar Brown en el paper de Bess al juny. Aquesta producció va suposar de lluny un major èxit empresarial que l'original.

### Estrenes europees
El 27 de març de 1943 l'òpera va gaudir de la seua estrena europea, al Teatre Reial de Dinamarca de Copenhaguen. Aquesta producció va ser notable pel fet que va ser interpretada completament per cantants blancs i sota l'ocupació nazi, atenyent el nombre de 22 representacions.
Altres produccions amb un repartiment compost totalment o parcialment per cantants blancs van tenir lloc l'any 1945 i l'any 1950 a Zúric, i l'any 1946 a Copenhaguen.

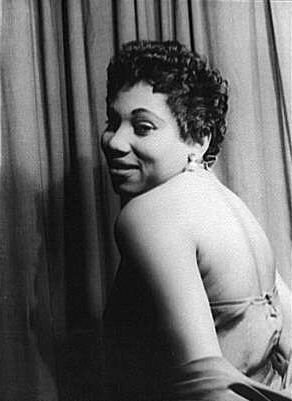
Leontyne Price com Bess

### Producció de 1952
Blevins Davis i Robert Breen van posar en escena l'any 1952 una nova producció que restaurava molts dels talls fets en la versió de Crawford, incloent-hi molts dels recitatius, i van dividir l'òpera en dos actes, amb l'intermedi situat després de l'escena en què Crown força Bess a l'illa de Kittiwah. Aquesta versió tornava a l'obra el seu caràcter operístic, tot i que no va utilitzar la totalitat dels recitatius. D'aquesta manera Porgy and Bess va ser rebuda calorosament arreu d'Europa. L'estrena a Londres va tenir lloc el 9 d'octubre de 1952 a l'Stoll Theatre, on va romandre fins al 10 de febrer de 1953.
Cal destacar que en aquesta producció van participar Leontyne Price com Bess, William Warfield com Porgy i Cab Calloway com Sportin' Life, un paper que va ser compost pensant en ell. El petit paper de Ruby va estar a càrrec d'una jove Maya Angelou. Price i Warfield es van conèixer i es van casar durant la gira.
Després d'una petita gira per Europa, finançada per l'State Department, la producció va ser presentada a Broadway, al Ziegfeld Theatre. Va eixir de gira novament a la tardor de 1954, visitant Llatinoamèrica, el Pròxim Orient i Europa, ja sense Price i Warfield, que havien abandonat la producció. En aquesta ocasió es va produir l'estrena de l'òpera al Gran Teatre del Liceu i a La Scala de Milà, al febrer de 1955. També es va presentar a Moscou al desembre de 1955, essent la primera vegada que una companyia teatral estatunidenca visitava la capital de la Unió Soviètica des de la Revolució Bolxevic. L'escriptor Truman Capote va viatjar amb la companyia i va escriure una crònica d'aquest esdeveniment al seu llibre The Muses Are Heard: An Account.

### Producció de la Houston Grand Opera de l'any 1976
Durant la dècada del 1960 i les primeries de la dècada del 1970 Porgy and Bess va llanguir al llimbs de les obres oblidades, víctima de la percepció general com a obra condescendent amb el racisme, en una època de grans canvis racials. Tot i així, s'hi van estrenar noves produccions: l'any 1961 i l'any 1964, aquesta darrera amb estrena a la Vienna Volksoper l'any 1965; però aquestes produccions no van suposar canvis en l'opinió del públic nord-americà respecte de l'obra.
La producció de la Houston Grand Opera, estrenada el 25 de setembre de 1976 va sacsejar la percepció general. Per primera vegada, Porgy and Bess es posava en escena a càrrec d'una companyia d'òpera nord-americana, i no per una companyia teatral de Broadway. Aquesta producció va rescatar la partitura completa de Gershwin, rebutjant així els talls i modificacions que el mateix compositor havia fet arran de l'estrena a Nova York i permetent al públic retrobar el caràcter operístic inicialment concebut per Gershwin. Sota aquesta nova llum, va quedar clar que Porgy and Bess era de fet una vertadera òpera, i no un musical. Donnie Ray Albert, Clamma Dale i Larry Marshall van cantar respectivament els papers de Porgy, Bess i Sportin' Life. La producció va guanyar un Premi Tony—l'única òpera que mai l'ha rebut—i un Premi Grammy.

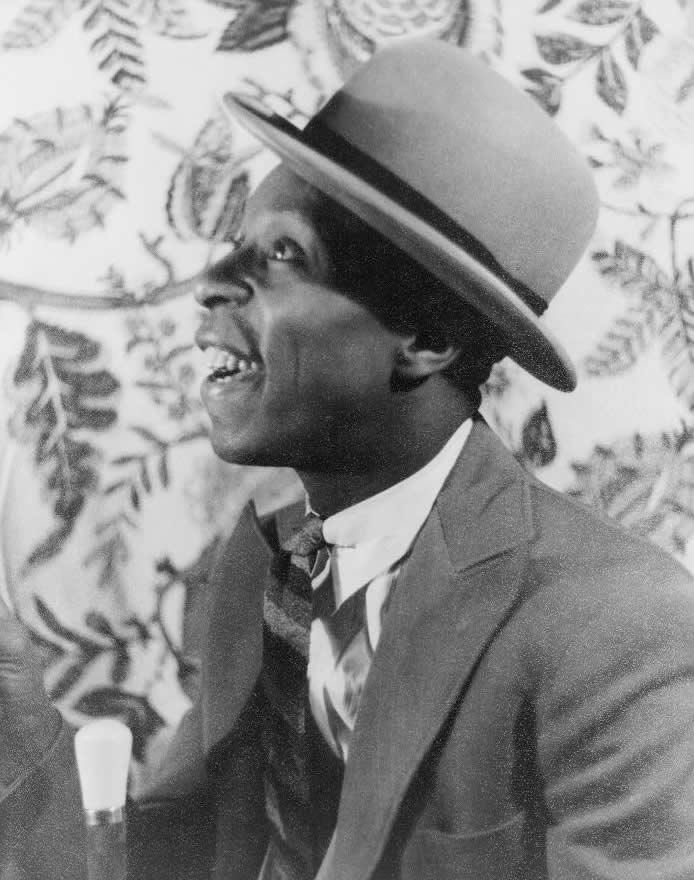
John W. Bubbles com Sportin' Life. Fotografia de Carl Van Vechten

### Produccions posteriors
L'any 1983 va haver-hi altra producció a Broadway. Després de jugar amb la idea de programar l'òpera des dels anys 1930, finalment el Metropolitan Opera va programar-la l'any 1985, tenint lloc la primera representació el 6 de febrer, amb un repartiment estel·lar que va comptar amb Simon Estes, Grace Bumbry, Bruce Hubbard, Gregg Baker i Florence Quivar. El festival anglès de Glyndebourne va posar-la en escena l'any 1986, en una aclamada producció dirigida per Trevor Nunn que va ser traslladada a una producció d'estudi per a la televisió l'any 1993 (vegeu més avall "Cinema i televisió"). Aquestes produccions van emprar la partitura completa, sense les revisions posteriors de Gershwin. Als Proms de 1998 s'hi va presentar una producció semi-escenificada. La celebració del centenari dels germans Gershwin, des de 1996 fins a 1998 també va comptar amb una nova producció. Els 24 i 25 de febrer de 2006, l'Orquestra Simfònica de Nashville, sota la direcció de John Mauceri, va interpretar una versió de concert al Tennessee Performing Arts Center que incorporava els talls de Gershwin per a l'estrena novaiorquesa, oferint així al públic una idea fidel de com va sonar l'òpera en la seua estrena a Broadway. Els anys 2000 i 2002 hi va haver una producció nova dirigida per Tazewell Thompson a la New York City Opera. L'any 2007, Los Angeles Opera va programar-la en una producció amb direcció escènica de Francesca Zambello i amb direcció musical de John DeMain, que recuperava l'escenografia de la producció de 1976 de la Houston Opera.

### Porgy and Bess: el Musical
Porgy and Bess: the Musical, va ser estrenat el 9 de novembre de 2006 al Teatre Savoy de Londres dirigit per Trevor Nunn. Nunn havia dirigit prèviament l'obra com a òpera al Festival de Glyndebourne, i també en una producció per a la televisió amb Willard White. Per al musical va adaptar la durada al que és habitual als musicals i va incorporar diàlegs de la novel·la original i de diferents produccionas de Broadway per reemplaçar els recitatius amb escenes de caràcter naturalista. Tampoc no va comptar amb cantants d'òpera. L'adaptació musical va ser obra de Gareth Valentine.

## Controvèrsia racial
Des del principi, la descripció que fa l'òpera de la vida dels afroamericans va suscitar la controvèrsia. Aquests problemes amb els aspectes racials de l'obra continuen sent polèmics avui dia. Virgil Thomson, un compositor nord-americà blanc, va dir que «els aspectes culturals relatats per un foraster només són vàlids si el subjecte no és capaç d'expressar-los per si mateix, fet que no es complia per als negres americans dels anys 1930». Duke Ellington va dir: «els temps han rebatut els estereotips de Gershwin sobre els negres». Diversos cantants del repartiment original van afirmar després que també a ells els preocupava involucrar-se en una obra que abundava en l'estereotip del negre americà que vivia en la pobresa, prenia drogues i resolia els problemes a colps de puny.
Una projectada producció de la companyia Negro Repertory de Seattle a final dels anys trenta, que comptava amb el suport del Federal Theater Project, va haver de ser cancel·lada perquè els actors se sentien a disgust amb el que veien com un retrat racista de la vida americana. El pla inicial va ser interpretar l'obra en "dialecte dels negres", que aquells actors afroamericans de la costa Oest ni tan sols coneixien, i que havien d'aprendre amb un instructor. Florence James va aconseguir que aquesta idea fos abandonada, però tot i això l'obra es va cancel·lar.
Altra producció de Porgy and Bess, aquesta vegada a la Universitat de Minnesota l'any 1939, va patir problemes semblants. Segons Barbara Cyrus, un dels pocs estudiants negres en aquella època, membre de la comunitat afroamericana local, va considerar que l'obra era «perjudicial per a la raça» i un vehicle per a la promoció dels estereotips racistes. Finalment les representacions van ser cancel·lades degut a la pressió de la comunitat afroamericana, que va veure en aquest èxit una prova del creixent poder polític dels negres a Minneapolis-St. Paul.
Aquesta creença en el racisme de Porgy and Bess va guanyar força amb els moviments American Civil Rights i Black Power durant les dècades del 1950, 1960 i 1970. De fet, a mesura que aquest moviments es desenvolupaven, Porgy and Bess era considerada més inadequada. Quan l'òpera va renàixer als anys seixanta, l'activista i educador negre Harold Cruse la va qualificar com «el més incoherent i contradictori símbol cultural mai creat a Occident». L'escriptor afroamericà John Hope Franklin no va coincidir completament amb aquesta opinió, manifestant en la seua introducció a Three Negro Classics (Tres clàssics negres) «Sportin' Life fa el pallasso, però no per a un públic de blancs. El paper de Porgy suposa una deliberada frustració del poder blanc. Porgy també juga a ser l'Oncle Tom, però mai es mostra servil ni depèn d'un amo blanc».
Aquesta òpera negra de Gershwin també va rebre el rebuig d'importants artistes negres. Harry Belafonte va rebutjar el paper de Porgy a final dels anys 1950, que finalment va interpretar Sidney Poitier, tot i que després s'hi va penedir. Betty Allen, presidenta de la Harlem School of the Arts, va admetre que detestava l'obra i Grace Bumbry, qui va triomfar en la producció del Metropolitan Opera del 1985 com a Bess, va dir la coneguda frase: «Vaig arribar a pensar que em superava, sentia que havia treballat tant i tan dur, que havíem avançat tant com per a haver de retrocedir a 1935. La manera d'enfrontar-me a l'obra va ser veure-la simplement com un tros d'Amèrica, de la història nord-americana, ens agradara o no. Així que, la cantés o no, de tota manera era una realitat que continuava estant present».
Amb el pas del temps, això no obstant, Porgy and Bess ha guanyat adeptes entre els aficionats a l'òpera i alguns (no tots) entre la comunitat afroamericana dels Estats Units. Maurice Press va manifestar l'any 2004 que «Porgy and Bess pertany tant als cantants negres que li donen vida com a Heywards i els Gershwin». De fet, Ira Gershwin va estipular que només els negres podien interpretar els papers protagonistes quan l'òpera es posara en escena als Estats Units, fet que ha permés llançar la carrera de diversos famosos cantants.
Durant l'era de l'apartheid a Sud-àfrica, diverses companyies teatrals sud-africanes van intentar posar en escena Porgy and Bess amb cantants blancs. Ira Gershwin, com a hereu del seu germà, s'hi va negar permanentment a autoritzar-ho.

## Elements musicals
A l'estiu de 1934, George Gershwin treballà en l'òpera a Charleston. Va inspirar-se en la comunitat Gullah de l'Illa de James, que ell creia que havia preservat algunes de les tradicions musicals africanes. Aquesta recerca va afegir autenticitat al seu treball.
La música reflecteix les seues arrels en el jazz de Nova York, però també recull tradicions dels negres del sud. Gershwin va construir les diferents peces segons diferents tipus de formes populars: jubilees, blues, pregàries, pregons, cançons de treball i espirituals es barregen amb àries tradicionals i recitatius.
A banda de la influència del jazz novaiorquès i les músiques del sud, molts biògrafs han assenyalat que per a molts números Gershwin va emprar melodies de la música litúrgica jueva. El biògraf de Gershwin Edward Jablonski ha reivindicat que la melodia de "It Ain't Necessarily So" va ser presa de la benedicció de la Haftarah, i d'altres l'han atribuïda a la benedicció de la Torà. Altres estudiosos també han trobat al·lusions a la música jueva. Un musicòleg va detectar «una increïble semblança» entre la cançó popular jueva Havenu Shalom Aleichem i l'espiritual It Take a Long Pull to Get There.

## Discografia
- Selecció de "Porgy and Bess" (1935) Enregistrat dies després de l'estrena amb cantants blancs d'èxit, amb l'autorització de Gershwin
- Seleccions de l'òpera popular de George Gershwin "Porgy and Bess" (1940 i 1942) Conjunt d'enregistraments en dos volums amb membres de la producció de Broadway de 1942. Posteriorment apareguda com a LP falsament qualificat d'"enregistrament amb el repartiment original".
- Porgy and Bess (1950), vuit números de l'òpera cantats per Robert Merrill i Risë Stevens
- Porgy and Bess (1951), el primer enregistrament de l'òpera completa (amb els talls habituals), amb Lawrence Winters com Porgy i Camilla Williams com Bess
- Porgy and Bess, 1959, la banda sonora de la pel·lícula del mateix any
- Porgy and Bess, 1963, amb els intèrprets de la gira dels anys 1950, Leontyne Price i William Warfield.
- Porgy and Bess, 1976, una producció completa amb l'Orquestra de Cleveland dirigida per Lorin Maazel, del segell Decca. Guanyadora d'un Premi Grammy.
- Porgy and Bess, 1977, amb el repartiment original de la producció de la Houston Opera, fou un dels primers enregistraments complets. Va ser reeditat en 3CD l'any 1990 per RCA. Aquesta versió també va guanyar un Grammy, fent de Porgy and Bess una de les poques òperes que l'han rebut dues vegades.
- Porgy and Bess (1989), un enregistrament d'estudi de la versió del Festival de Glyndebourne, sota la direcció de Simon Rattle. Va servir com a banda sonora de la producció per a televisió de l'any 1993.
- Porgy and Bess (2006), primer enregistrament de la versió original de Gershwin de 1935 (és a dir, amb els talls fets pel mateix compositor) amb Alvy Powell (Porgy), Marquita Lister (Bess), Nicole Cabell (Clara) i Robert Mack (Sportin' Life), amb l'Orquestra Simfònica de Nashville dirigida per John Mauceri. Enregistrament d'estudi fet a Nashville per Decca.

## Adaptacions

### Cinema i televisió
Samuel Goldwyn va produir la versió cinematogràfica de 1959 en 70 mm Todd-AO, però amb molts problemes. Es va contractar Rouben Mamoulian, qui havia dirigit l'estrena de l'any 1935 a Broadway, per a dirigir la pel·lícula, però poc després va ser despatxat per atrevir-se a suggerir que la pel·lícula havia de rodar-se a Carolina del Sud, després que un foc va destruir els decorats, de manera que finalment la direcció es va atorgar a Otto Preminger. Goldwyn, a qui mai no li va agradar rodar pel·lícules en escenaris naturals, va considerar la petició de Mamoulian un signe de deslleialtat.Robert McFerrin va doblar les cançons pel Porgy de Sidney Poitier i Adele Addison les de la Bess de Dorothy Dandridge. Els personatges de Serena (Ruth Attaway) i Clara (Diahann Carroll) també van ser doblats. Tot i que Dandridge, Davis i Carroll eren cantants, les veus de les dones no van ser considerades prou operístiques. Davis i Pearl Bailey (qui va interpretar el paper de Maria) van ser els únics actors principals que van cantar el seu paper. L'adaptació de la partitura feta per André Previn li va valdre un Oscar, l'únic que va obtenir la pel·lícula.
La concepció original de Gershwin va ser obviada, de manera que la partitura va ser adaptada per fer-la més pròxima a un musical. Es va ometre gran part de la música, i l'orquestració original va ser alterada. Només va ser televisada una vegada als Estats Units, l'any 1967. Va ser descatalogada definitivament l'any 1974 i en l'actualitat només queden còpies a les filmoteques o en vídeos pirates.
L'any 1993, la producció de Porgy and Bess del Festival de Glyndebourne va ser ampliada des del punt de vista escenogràfic i rodada en video per a la televisió. Va ser emesa per la BBC al Regne Unit i per la PBS als Estats Units. El director va ser Trevor Nunn i va comptar amb un repartiment de cantants estatunidencs, amb l'excepció de Willard White com a Porgy, que tot i ser jamaicà, va emprar l'accent nord-americà. Cynthia Haymon va cantar el paper de Bess. La posada en escena de Nunn va ser considerada molt imaginativa i va rebre molt bones crítiques. La producció, de tres hores de durada, va emprar la pràctica totalitat de la música de l'original de Gershwin - incloent-hi els recitatius cantats, que en produccions recents han estat convertits de nou en diàlegs parlats. No s'hi va afegir cap diàleg nou, tal com s'havia fet en la pel·lícula de 1959; cada mot correspon amb el llibret original de l'òpera. Aquesta Porgy and Bess va ser editada en vídeo VHS i en DVD, i és de moment l'única versió de l'òpera en aquests formats. Ha estat molt més preada per la crítica que la pel·lícula de 1959, molt criticada per no haver estat fidel a la partitura original de Gershwin, per l'eliminació dels dialectalismes del llibret i per la seua falsa grandiloqüència.
La producció per a televisió de 1993 va ser nominada per als Premis Emmy, i va guanyar el premi a la direcció artística.
L'any 2002, la New York City Opera va retransmetre per televisió la seua nova versió de la producció de la Houston Opera, des de l'escenari del Lincoln Center. Aquesta versió té més talls que la versió per a televisió de 1993 però, com en la majoria de les produccions des de 1976, empra els recitatius cantats i l'orquestració original de Gershwin. La retransmissió va incloure entrevistes amb el director Tazewell Thompson i va ser presentada per Beverly Sills.
L'any 2006 l'òpera va ser presentada com un musical, en una adaptació de Trevor Nunn, qui el va dirigir. Gareth Valentine va ser el supervisor musical. Com en el cas de la producció de 1993, va ser publicitada com el Porgy and Bess dels Gershwin. Va ser representada al Teatre Savoy de Londres amb molt bona crítica però poc èxit de públic.

### Suites
Gershwin va preparar una suite orquestral amb fragments de Porgy and Bess poc després que conclogueren les representacions a Broadway. Tot i que originalment la suite es va titular "Suite de Porgy and Bess", posteriorment Ira la va rebatejar com "Catfish Row".
L'any 1942 Robert Russell Bennett va arranjar-ne un medley (no una suite pròpiament dita) per a orquestra que sovint s'ha interpretat a les sales de concert, amb el títol Porgy and Bess: A Symphonic Picture. Tot i estar basada en la partitura original de Gershwin, presenta una orquestració lleugerament diferent (el piano va ser obviat, a requeriment del director Fritz Reiner, per a qui va ser feta la peça). Morton Gould també va arranjar-ne una suite en la dècada del 1950.

## Cançons
Porgy and Bess conté moltes cançons que han esdevingut populars com a peces independents, esdevenint títols bàsics del repertori del jazz i el blues.
Entre les cançons més populars cal destacar:
- "Summertime", Acte I Escena 1
- "A Woman is a Sometime Thing", Acte I Escena 1
- "My Man's Gone Now", Acte I Escena 2
- "It Take a Long Pull to Get There", Acte II Escena 1
- "I Got Plenty o' Nuttin'", Acte II Escena 1
- "Buzzard Keep on Flyin'", Acte II Escena 1
- "Bess, You Is My Woman Now", Acte II Escena 1
- "Oh, I Can't Sit Down," Acte II Escena 1
- "It Ain't Necessarily So", Acte II Escena 2
- "What you want wid Bess", Acte II Escena 2
- "Oh, Doctor Jesus", Acte II Escena 3
- "I Loves You, Porgy", Acte II Escena 3
- "A Red-Haired Woman", Acte II Escena 4
- "There's a Boat Dat's Leavin' Soon for New York", Acte III Escena 2
- "Bess, O Where's My Bess?", Acte III Escena 3
- "O Lawd, I'm On My Way", Acte III Escena 3

Entre les interpretacions més cèlebres d'aquestes cançons cal esmentar: L'"It Ain't Necessarily So" de Sarah Vaughan i les versions de "Summertime" enregistrades per Billie Holiday; Ella Fitzgerald i Louis Armstrong; i Miles Davis. Molts altres artistes han enregistrat "Summertime" en diversos estils, incloent-hi tant versions vocals com instrumentals. Janis Joplin va enregistrar una versió Blues rock de "Summertime" amb Big Brother & The Holding Company. Sublime també va fer-ne una singular versió. La versió de Billy Stewart per a Chess Records va ser un dels hits pop i R&B de l'any 1966.
Nina Simone va enregistrar diverses cançons de Porgy & Bess. Va debutar l'any 1959 amb una versió de "I Loves You, Porgy" que esdevingué Billboard top 20 hit. També va enregistrar "Porgy, I's Your Woman Now" [i.e. "Bess, You Is My Woman Now"], "Summertime" i "My Man's Gone Now".
"Summertime" és una de les cançons més populars de Nord-amèrica, amb més de 36.000 versions diferents enregistrades. Tot i que pot semblar increïble, bandes com ara the Zombies han arribat a fer-ne la seua versió. Un grup internacional de col·leccionistes d'enregistraments de Summertime amb el nom de The Summertime Connection disposa de més d'36.000 enregistraments diferents en la seua col·lecció.